# Денніс Габор
Сер Денніс Габор (англ. Dennis Gabor; Денеш Габор, угор. Gábor Dénes; 5 червня 1900, Будапешт — 9 лютого 1979) — угорсько-англійський фізик, лауреат Нобелівської премії з фізики «за винахід і розроблення голографічного методу» (1971).

## Життєпис
Був старшим із трьох синів Адрієнни (Кальман) і Берталіна Габорів. Мати до шлюбу була аристократкою, а батько, онук єврея-емігранта з Росії, — директором «Угорської генеральної вугільної компанії».
Закінчив місцеву школу, продовжив навчання у середній державній школі М. Тольді, де вивчав мови, захоплювався математикою і природничими науками. Вже в ті роки виявив великі здібності до фізики.
1918 р. вступив до Будапештського технічного університету, обравши фах інженера-механіка. 1920 р. для завершення освіти виїхав до Німеччини та вступив до Берлінського технічного університету, який закінчив 1924 р. із дипломом інженера, одночасно відвідував курс лекцій видатних учених М. Плінкета, В. Нернеста, М. фон Лаує і семінар А. Ейнштейна.
1927 р. здобув докторський ступінь з електротехніки й до 1933 р. працював у Берліні.
У 1933 р., з приходом Гітлера до влади, повернувся до Угорщини, в 1934 р. емігрував до Англії й майже 14 років працював в науково-дослідчій лабораторії Британської компанії Томсона-Х'юстона.
1936 р. одружився з Мадікорі Батлер, співробітницею лабораторії Томсона-Х'юстона. Від 1937 до 1948 р. займався електронною оптикою і розпочав роботу, що призвела до створення голографії.
В 1938 р. в Англію також переїхав брат Андре, в 1942 р. помер батько; в 1946 р. в Англію переїхала мати. В 1946 р. одержав британське підданство.
1948 р. розробив теорію голографічного методу й опублікував свої статті. 1949 р. покинув Британську компанію Томсона-Х'юстона і став ад'юнкт-професором з електроніки в Імперському коледжі при Лондонському університеті, в 1958 р. — професором прикладної електроніки. В ці ж роки займався дослідженнями природи людського слуху і розробив теорію гранульного синтезу, використаного пізніше Янісом Ксенакісом, а за ним і багатьма іншими композиторами.
У 1967 р., вийшов у відставку, працював консультантом у лабораторії Сі-бі-Ес у Стамфорді (штат Коннектикут).

## Нагороди
1971 р. отримав Нобелівську премію з фізики «за винахід і розроблення голографічного методу». Далі читав лекції, продовжуючи наукові дослідження. 1974 р. переніс інсульт. 1977 р. був першим відвідувачем музею Голографії, відкритого у Нью-Йорку.
Був членом Лондонського Королівського товариства, почесним членом Угорської академії наук і кавалером Ордена Британської імперії, був нагороджений медаллю Томаса Юнга Лондонського фізичного товариства (1967), медаллю Румфорда Лондонського королівського товариства (1968), медаллю Альберта Майкельсона Франклінського інституту (1968), Медаллю пошани IEEE (1970) і премією Хольвека Французького фізичного товариства (1971), був визнаний гідним почесних ступенів шести університетів різноманітних країн.